# Joseph Metcalf, III
El Vicealmirante Joseph Metcalf, III (20 de diciembre de 1927 - 2 de marzo de 2007)  nacido en Holyoke, Massachusetts. Se graduó de la Academia Naval de los Estados Unidos en 1951 y se retiró en 1987.

## Experiencia
Metcalf tuvo un extenso liderazgo y experiencia operacional tanto en el océano, como en la costa. Tuvo órdenes en cada grado, de teniente hasta llegar a vicealmirante. Entre sus órdenes iniciales era el USS King County siendo despedido del Regulus II, el precursor de los actuales misiles de crucero. Comandó el USS Westchester County, el cual hizo el primer aterrizaje de combate en Vietnam. Fue el jefe de todos los barcos de superficie durante la evacuación final de las fuerzas de EE. UU. en Vietnam. Otras órdenes de Mar han sido ser comandante del USS Bradley, comandante del Escuadrón Destructor 33, Comandante del Grupo de Superficie Naval Mid - Pacific, Comandante Grupo Destructor Ocho y Grupo de Batalla Dos y Comandante Segunda flota / comandante de las flotas de la OTAN/ Comandante de la fuerza conjunta 120.
Fue el Comandante Operacional de todas las fuerzas de su país, durante la exitosa campaña de rescatar ciudadanos estadounidenses en la Invasión de Granada.
Su  última asignación de deber activa era la jefa adjunta del estado mayor de operaciones navales de guerra de superficie. Durante esta asignación desarrolló el concepto de "revolución en mar" y la tríada "arriba fuera y abajo" para disuasión de misil.
Otra misiones ha incluido ser instructor de la Academia Naval y la Oficina del Secretario de Defensa en la Búsqueda Avanzada y Centro de Desarrollo en Bangkok, Tailandia. En la oficina del Jefe de Operaciones Navales sirvió en un número de cargos: Jefe de la Rama de planificación de la División de Programación, Jefe de asistente del Personal adjunto Naval para el personal que Planificación y Programación y como Director de la Planificación General y Programando División.

## Membresía
Fue miembro de numerosas organizaciones: El sindicato naval de Crédito Federal, la fundación de la academia naval estadounidense, y el Consejo de administración de la Asociación de Ayuda Mutua de la Armada. Fue también miembro del Consejo de administración del Museo de Constitución USS. Fue el presidente de Distrito del Potomac División de Academia Nacional de junta de Ciencias. Sea también un Miembro de vestry de St. Patrick Episcopal Iglesia en NW Washington D. C..

## Premios
Obtuvo la Medalla por Servicio Distinguido de la Armada con dos estrellas de oro, Estrella de Bronce por Combate V y estrella de oro, la Acción de Combate Ribbon, el Meritorious Medalla al Servicio y Meritorious Unidad Commendation. Es un licenciado de la escuela de posgrado naval de los EE. UU., Currículum de Análisis de las Operaciones y la Universidad de la Guerra del Ejército de los EE. UU.

## Vida privada
Disfruta la pesca de moscas, pasear en bicicleta alrededor de su casa en NW Washington D. C. y jardinería. El pulgar verde suyo era una gran fuente de envidia. Le sobreviven su esposa de 56 años Ruth, tres hijos - Dr. Joseph Metcalf IV de Knoxville, TN,. Coronel David Metcalf, Reserva de Ejército de los EE. UU. de Wellington, FL., y Elizabeth Miller de Reston, VA. Y once nietos